# Афвиллит
Афвилли́т — минерал, гидроксилсиликат кальция.

## Общее описание
Содержит: CaO — 49,09 %; SiO2 — 35,13 %, Н2О — 15,78 %. Сингония моноклинная. Кристаллы призматические. Плотность 2,63 г/см3. Твёрдость 4. Бесцветный или белый. Встречается в алмазных копях Дютойтспен (Кимберли, ЮАР), а также в Скот Хилл (графство Антрим, Ирландия) и Хрестморе (шт. Калифорния, США). Редкий. Назван в честь А. Ф. Вильямса (Alpheus Fuller Williams, 1874—1953), сотрудника компании «Де Бирс».